# Mesochorus aureus
Mesochorus aureus là một loài tò vò trong họ Ichneumonidae.